# 云开角蟾
云开角蟾（学名：Boulenophrys yunkaiensis），一种于中华人民共和国广东省信宜市云开山自然保护区发现的两栖动物，隶属于角蟾科布角蟾属。其种加词“yunkaiensis”意为“云开山的”。

## 形态特征
云开角蟾体型小，雄蟾体长35.3～40.0毫米，雌蟾体长45.3～46.1毫米。身体背面皮肤粗糙，呈黄棕色，眼间具有棕色三角形斑块，背中部具镶浅色边的“Y”状或“X”状深棕色斑；四肢背部具深棕色横斑；身体腹面为浅橙色，喉部和胸部有褐色斑块，喉部中间具一不明显的纵纹，腹部具棕色斑纹和白色点斑；四肢腹面具深棕色斑纹和点斑。

## 保护
本种于2023年被收录入《有重要生态、科学、社会价值的陆生野生动物名录》。